# Amphiroa canaliculata
Amphiroa canaliculata G.Martens, 1868  é o nome botânico  de uma espécie de algas vermelhas pluricelulares do gênero Amphiroa.
- São algas marinhas encontradas na Indonésia.

## Sinonímia
Não apresenta sinônimos.